# 南皋乡
南皋乡，是中华人民共和国贵州省黔东南苗族侗族自治州丹寨县下辖的一个乡镇级行政单位。

## 行政区划
南皋乡下辖以下地区：
南皋村、尝卡村、大寨村、竹留村、湾寨村、四方山村、清江村、石桥村、九门村、太平坡村、乌皋村和排寨村。

## 中国传统村落
2013年8月，石桥村被评为第二批中国传统村落。